# 張魯
張 魯（ちょう ろ、? - 建安21年（216年））は、中国後漢末期の五斗米道（後の正一教）の指導者。字は公祺。豫州沛国豊県の人。祖父は張陵。祖母は雍氏（または孫氏）。父は張衡。母は盧氏（または陳氏）。姑は張文姫（字は文姫、名は不詳、張衡の姉）・張文光（字は文光、名は不詳、張衡の妹）・張賢（字は賢姫、張衡の妹）・張芝（字は芳芝、張衡の妹）。弟は張衛・張傀（字は公仁）・張徴。姉妹は張玉蘭（張衡の娘）。子は張富ら男子十人と張琪瑛（曹宇妻）ら女子十人。『三国志』では魏志に伝がある。

## 生涯

### 漢中で自立
祖父は巴蜀（現在の四川省）の道教教団（五斗米道）の創始者であり、道術で人々を惑わし、道術を学ぼうとする者から5斗の米を受け取ったことから「米賊」とも呼ばれた。その死後は父が継いだ。父が亡くなると張魯が後を継いだが、父亡き後の巴蜀では、巴郡巫県の人である張脩（張修）の鬼道教団が活発になっていった。
張魯の母は巫術に長けた美貌の持ち主で、益州での独立の野心を持つ益州牧の劉焉の家に出入りし、盛んに取り入った（蜀志「劉二牧伝」）。
張魯は劉焉の命令で、督義司馬に任命された張脩と共に漢中太守の蘇固を攻めるよう命じられた。蘇固は、遊侠出身で兵法者の陳調を門下掾としていた。陳調は蘇固に防衛策を説いたが蘇固は用いなかった。敵が迫ると蘇固は逃走し、南鄭の趙嵩の下へ逃げ込んだ。蘇固は趙嵩を逃走経路の偵察に出したが、その間に張脩らは蘇固を殺した。帰還した趙嵩は怒り、敵に突撃して戦死した。陳調もまたその賓客百余人を集めて張脩を攻撃し、戦死した。その後、張魯は張脩を殺害してその軍勢を奪い取り、教団を一つにまとめた。
劉焉が亡くなると子の劉璋が後を継いだが、張魯は劉璋に従わず漢中郡で独立を果たし、漢寧郡と改称した（『元和郡県図志』）。そのため、建安5年（200年）に母と家族（弟の張徴）は激怒した劉璋によって囚われ、処刑された。張魯は、巴の異民族の指導者である杜濩、朴胡、袁約らを説いて劉璋に背かせ、劉璋はこれに対抗するために巴西に龐羲を太守として送ったが、国内が乱れたため、張魯とは冷戦状態のままとなった（蜀志「劉二牧伝」）。
張魯は自身を「師君」と称し、門徒を「鬼卒」と呼び、さらには道術を深く学んだ一部の者を「祭酒」という地位につけ、教団の統率に利用した。教団の規模が拡大すると、「祭酒」の上に「治頭大祭酒」を置いた。
誠実さを旨とし、嘘をつくことを戒め、病人が出ると犯した過失を告白させた。黄巾のやり方を踏襲していたとされる。
張魯が治めていた漢寧では街道が各所に敷かれ、「義舎」（休憩所や食堂の類）も造られた。また、信者から得ていた税や寄進などによる5斗の米も、自身の享楽に使うことはほとんどなく、扶助関係に費やした。張魯は漢中で、当時としては珍しいほどの善政を敷いていたのである。
こうして張魯は、後漢の実権を握った李傕や曹操でさえも、簡単には手出しできないほどの勢力を築いた。朝廷は張魯を鎮民中郎将・漢寧太守に任じ、その支配を追認して、義務も貢納のみでよいとした。住民から玉印を献上されると、部下達が張魯に漢寧王を名乗るよう進言したが、閻圃が「王を名乗れば災厄を受ける」と諫めたため、王号を名乗らなかった。

### 曹操への降伏まで
建安16年（211年）、曹操軍の鍾繇が張魯征伐を名目に軍を動かしたところ、関中の有力者の韓遂・馬超らが自分達を攻撃するつもりではないかと疑心暗鬼になり、これに立ちはだかった（潼関の戦い）。曹操は両者を破り、関中を平定したが、張魯にまで攻撃の手をのばさなかった。
韓遂・馬超の乱を避けて、関西より数万の住民が子午道を通って張魯の元に避難した。また、馬超らと共に曹操に反乱した劉雄鳴・程銀・侯選といった人物も、漢中に亡命してきた。
馬超が隴上で再起を図ったときは、張魯は援軍として楊昂を派遣している（「楊阜伝」）。
再び敗れた馬超は、一族や部下の龐徳らと共に漢中の張魯の元に亡命してきた。張魯は馬超に娘を娶らせようとしたが、ある近侍が「身内を愛せない人物が、どうして他人を愛することなどできましょうか」と諫言したため取り止めた。馬超は張魯から兵士を何度か借り、失地回復を試みたが失敗した。これに対し張魯軍の楊白らが馬超を批判したため、馬超は武都の氐族の居住地に出奔した（「馬超伝」が引く『典略』）。残存した龐徳などは引き続き張魯の庇護を受けた。
これより以前、劉璋は曹操や張魯の脅威に対抗するため、荊州から劉備を呼び寄せて張魯を征伐させようとしていた。しかし、益州に入った劉備は劉璋と仲違いを起こし合戦となり（入蜀）、劉備が優勢となり劉璋の本拠である成都を包囲していた。馬超は劉備の誘いを受け、軍勢を引き連れて劉備の元に出奔した。
建安20年（215年）3月、ついに曹操は大軍を率いて散関から武都を通り、漢中に攻め込んで来た。張魯が降伏しようと考えていたが、弟の張衛はこれに反対して出陣した。秋7月、陽安において初戦こそ曹操軍を撃退したものの、張衛は程なくして敗退したという（陽平関の戦い）。このため張魯はいよいよ降伏しようとしたが、閻圃の「追い詰められて降伏しては軽く見られる」との進言を受け入れ、巴中に逃走した。
この際、張魯は財宝の入った蔵を「国家の物だから」と焼き払わずに封印した。このため曹操は南鄭（漢中）を平定し、財宝を無傷で手に入れることができたという。
曹操は巴・漢をすべて平定すると、漢寧郡を漢中郡に戻し、漢中郡から安陽・西城の2県を分けて西城郡とし、鍚と上庸の両県を分けて上庸郡とし、それぞれに太守と都尉を置いて統治させた（「武帝紀」）。9月には、巴の七豪族のうち、朴胡と杜濩が曹操に降伏した。
曹操は張魯の神妙な態度にかねてから感心していたので、使者を送って巴中にいる張魯を説得させた。張魯は家族を引き連れて降伏した。このとき龐徳なども張魯とともに降伏している。しかし馬超の子の馬秋などは、曹操の命により処刑された（「龐徳伝」、「馬超伝」）。一方の劉備も張魯を迎えとろうとして、黄権を巴中に派遣していたが、曹操に先んじられて果たせなかったという（蜀志「先主伝」）。
曹操は張魯を鎮南将軍に任じ、閬中侯に封じて賓客として処遇した。また、張魯の5人の息子もそれぞれ侯に採り立てた。娘は曹操の子の曹宇に嫁いだ。
建安21年（216年）に死去し、鄴の東方に埋葬された。甘露4年（259年）に水害で棺が開いたとき、死骸は腐敗せず生きているようだったという。諡号は原侯。

## 子孫・一族
張魯の子については、『三国志』「張魯伝」では長子の張富が爵を執った記述のみがある。『太平御覧』巻518に引く『魏志』では次子に張広、字は嗣宗がいたとし、風雅をもって曹操に寵愛されたとする。また、『天師世家』は、三子に張盛、字は元宗がいたとする。奉車都尉・散騎侍郎に任ぜられたが受けず、龍虎山に入って道を修め、正一教の第4代天師となったという。なぜわざわざ魏の敵国領である鄱陽郡の龍虎山に入ったのかは説明がない。
『歴世真仙体道通鑑』は、長子に張富（張滋）、字は元微。次子に張広、字は嗣宗。三子に張永、字は齢宗。四子に張盛、字は元宗。五子に張溢、字は立宗。六子に張巨、字は儒宗。七子に張夢得、字は文宗。
陝西省漢中市勉県温泉鎮光明村に現存する張魯女墓によれば、張魯の娘の名は張琪瑛（ちょう きえい）、「建安元年（196年）出生、建安二十二年（217年）に死去、享年22」と記述される。
東晋の裴啓の書いた『裴子語林』によると、「魏張魯有十子（10人の息子）、時人語曰、張氏十龍、儒雅温恭。」と書かれている。
また、『天師世家』は、張魯の弟に張傀という者がおり、南郡太守、駙馬都尉となったと記載されている。

## 配下
| - 閻圃 - 袁約 - 申儀 - 申耽 - 張衛 | - 杜濩 - 馬超 - 朴胡 - 龐徳 - 楊昂 | - 楊任 - 楊白 - 李休 - 李伏 - 劉雄鳴 |

『三国志演義』でのみの配下
- 馬岱
- 楊松

## 三国志演義
小説『三国志演義』では、益州を奪い取ろうとしたり、自ら漢寧王の位を望んだりと、強欲な教祖として描かれている。馬超が劉璋救援の名目で出陣した時には、張魯は腹心の楊柏（『正史』の楊白に相当）を目付として監察させる。張魯が漢寧王を望んでいたことが理由により、諸葛亮の策略で部下の楊松が買収され馬超と仲違いさせられ、馬超が離反し劉備に帰順してしまう。その時に馬超は部下の楊柏を斬り捨てている。
以後、曹操に漢中を侵攻され、最初は夏侯淵らを撃退していたものの、夏侯淵の奮戦により巻き返され陽平関と多数の兵を失うが、病気で馬超に同行しなかった龐徳と曹操軍が対峙し、一進一退の激戦となる。曹操はそれを打開すべく、またしても部下の楊松を買収、やむなく龐徳は曹操に帰順している。龐徳を失い戦力が無くなった張魯は、正史同様に城内の貯蔵庫を封印して逃亡。その後、曹操に降伏したが曹操から感服され鎮南将軍に任じられる。なお楊松は君主を売った佞臣として処刑されている。